# Ophiorrhiza pseudofasciculata
Ophiorrhiza pseudofasciculata är en måreväxtart som beskrevs av Schanzer. Ophiorrhiza pseudofasciculata ingår i släktet Ophiorrhiza och familjen måreväxter.
Artens utbredningsområde är Thailand. Inga underarter finns listade i Catalogue of Life.